# (5755) 1992 OP7
(5755) 1992 OP7 (1992 OP7, 1937 BB, 1951 XE, 1974 CB1, 1979 BU1, 1987 QG11) — астероїд головного поясу, відкритий 20 липня 1992 року.
Тіссеранів параметр щодо Юпітера — 3,217.